# بشردوستی
مفهوم بشردوستی عبارت است از اصول اخلاقی که مرتبط با نیکوکاری، مهربانی، همدردی و … نسبت به همهٔ مردم جهان می‌باشد. این مفهوم قدمتی به طول تاریخ دارد، ولی وجه اجتماعی و فراگیر آن را می‌توان جدید و تکامل‌یافتهٔ وجه فردی بشردوستی دانست که قدمتش به چند دهه می‌رسد. رفتارهایی شبیه تبعیض جنسی، تبعیض‌های قومی و نژادی، طبقه‌بندی اجتماعی، سوء استفاده جنسی، تفکیک مذهبی و ملیتی و … با مفهوم بشردوستی منافات دارد. افراد بشردوست، انسان‌ها را به صرف همنوع بودنشان پذیرا هستند و معیار دیگری برای کمک به دیگران برای خود قائل نیستند.

## نگارخانه

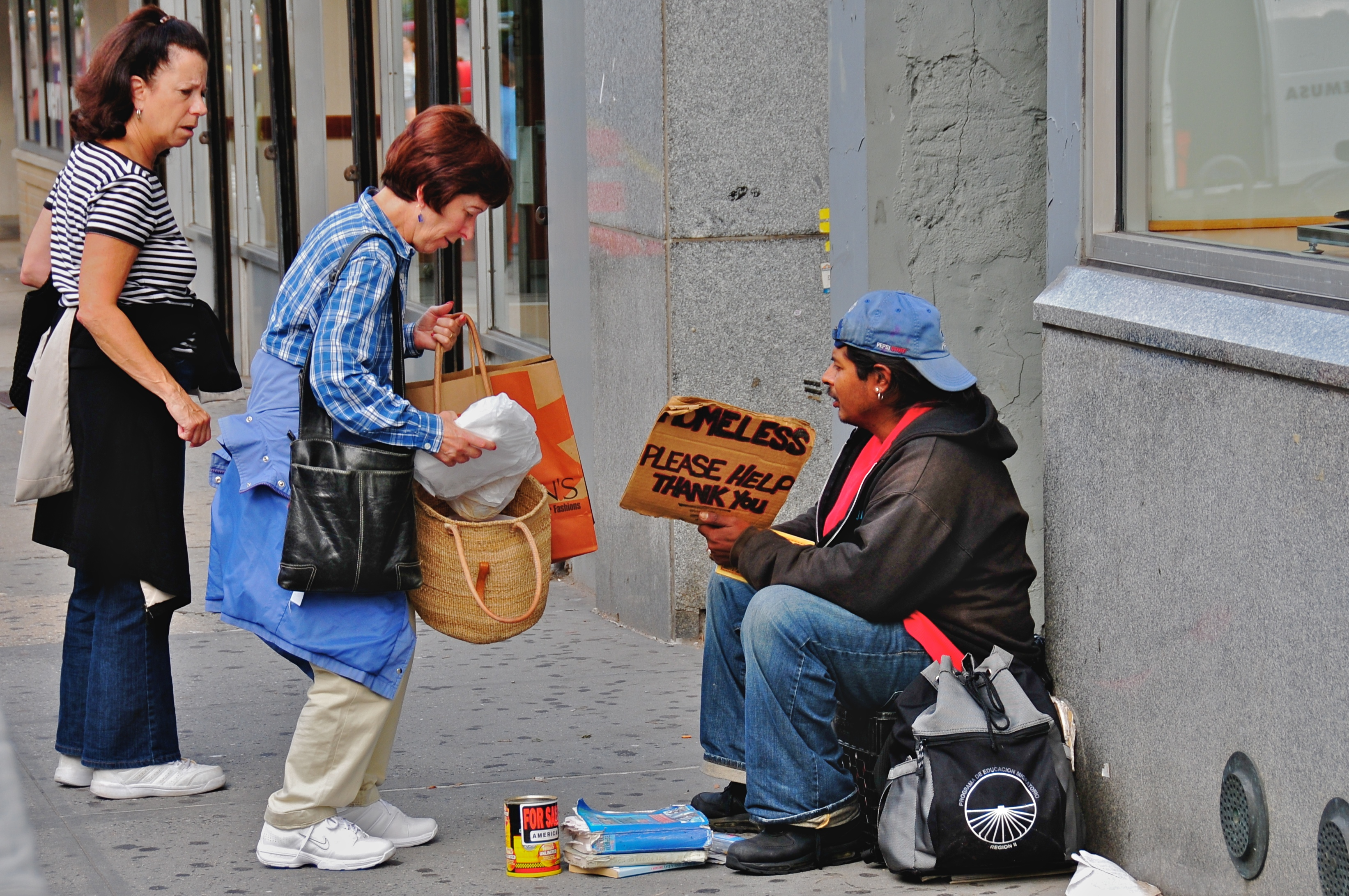
اعانه عابران به یک بی‌خانمان در خیابان برادوی نیویورک
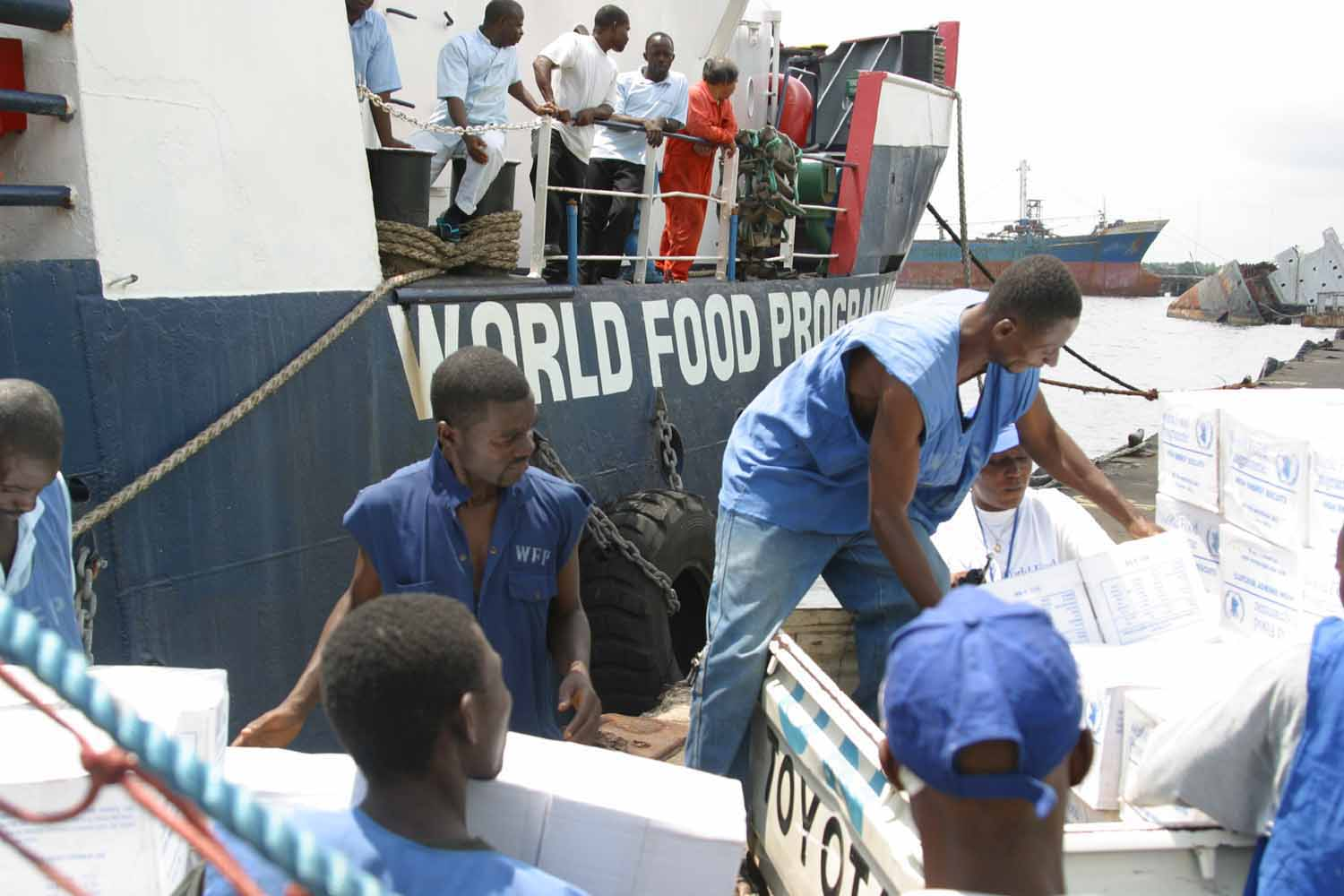
مواد غذایی ارسالی برنامه جهانی غذا برای مردم لیبریا
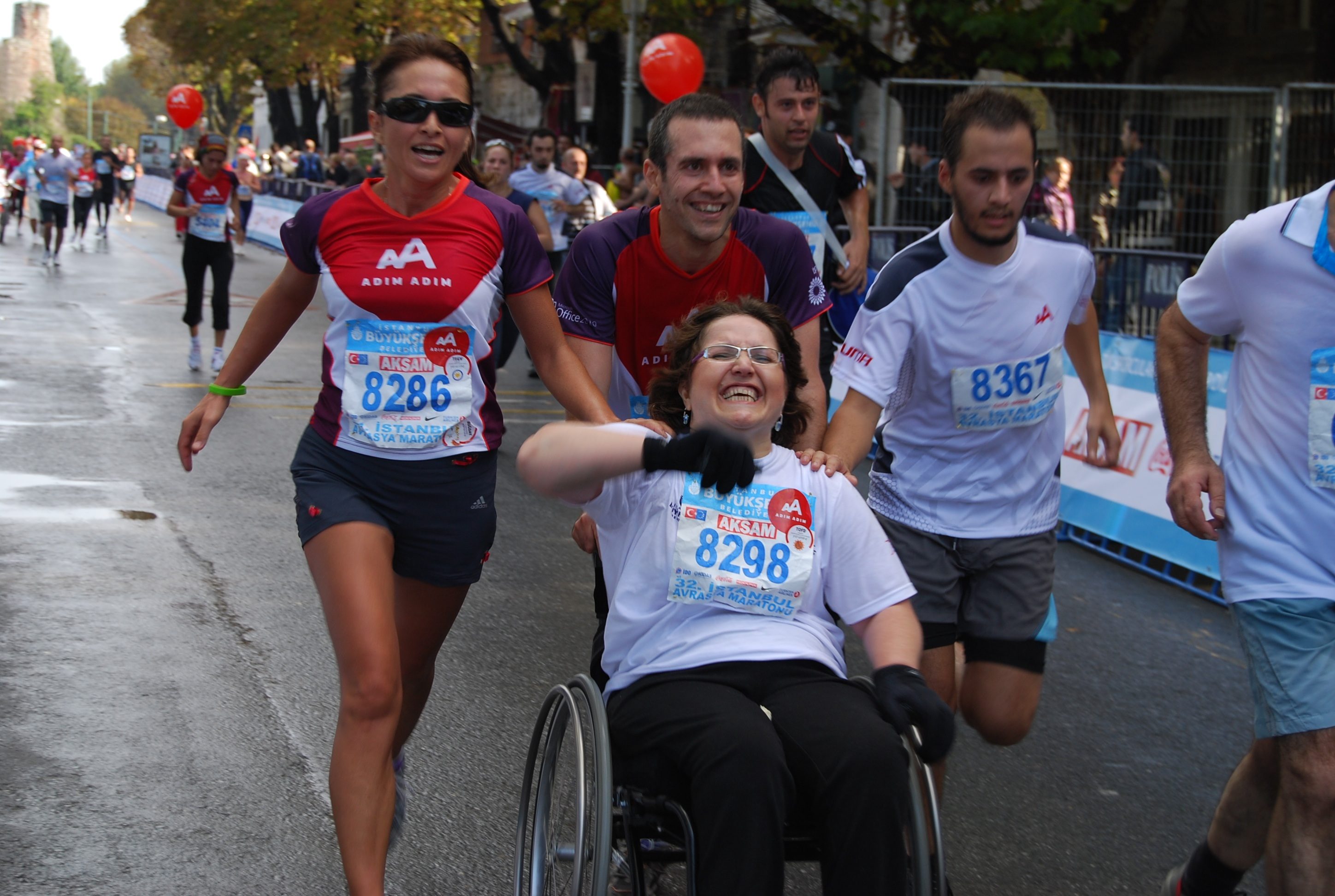
مساعدت دوندگان مسابقه ماراتن استانبول به یکی از شرکت‌کنندگان معلول
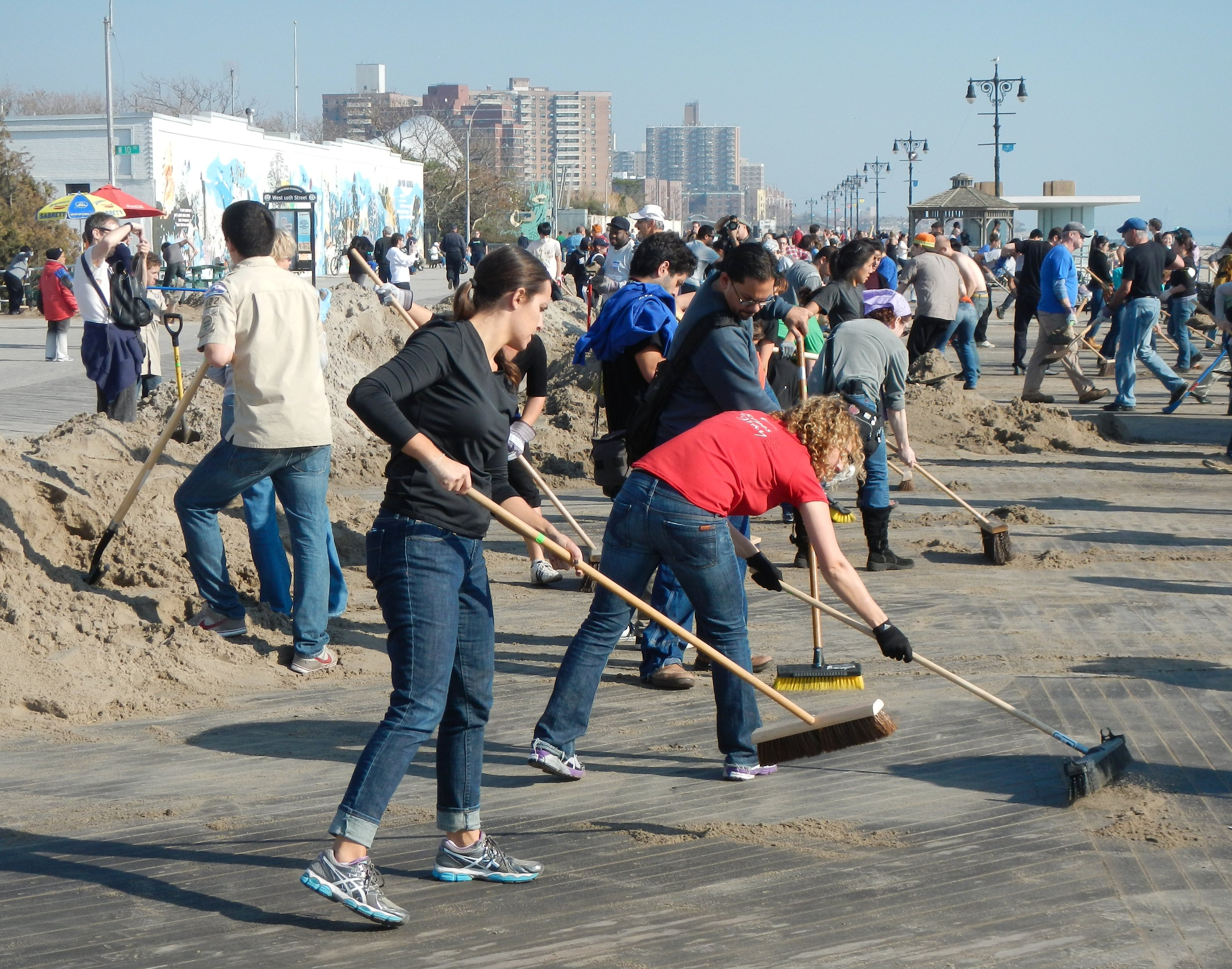
داوطلبان اهل بروکلین در حال پاکسازی شهر بعد از فروکش‌کردن طوفان سندی
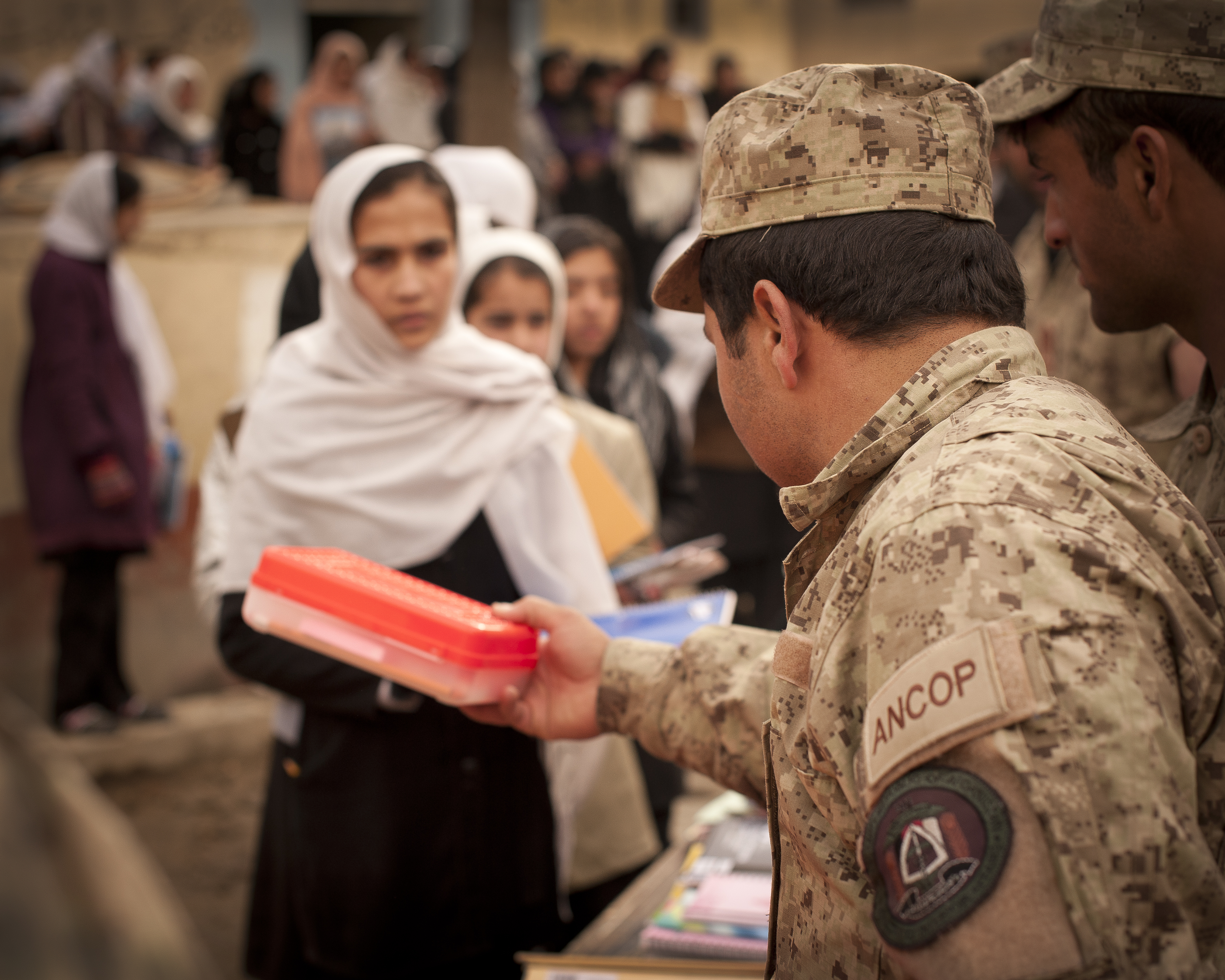
پلیس افغانستان در حال توزیع لوازم‌التحریر بین دانش‌آموزان
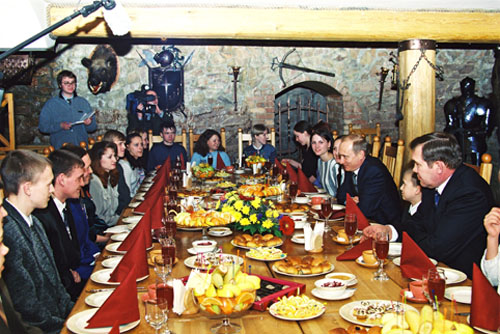
ضیافت شام ولادیمیر پوتین با جمعی از کودکان یتیم اهل کراسنویارسک